# Anglikanische Diözese Birmingham

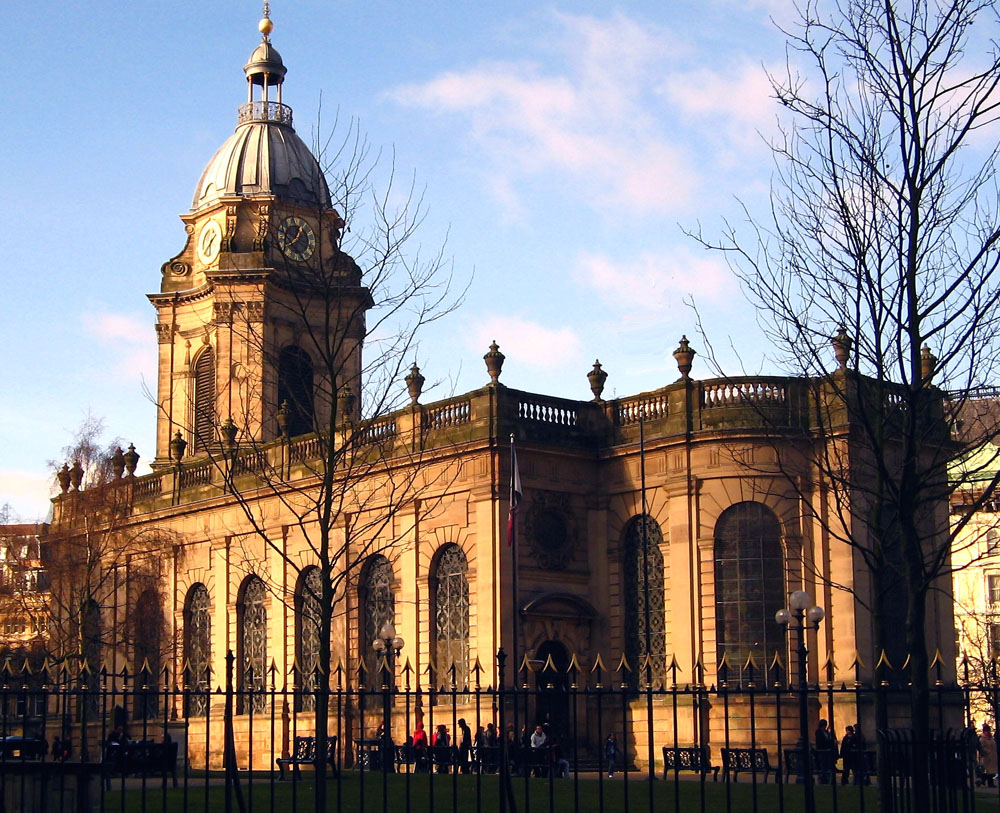
Birmingham, St Philip’s Cathedral

Die Diözese Birmingham ist eine Diözese der Church of England in der Province of Canterbury. Ihr Sitz ist die St-Philip’s-Kathedrale von Birmingham in Birmingham. Bischof ist seit 2023 Michael Volland.

## Gebiet

Wappen

Das Gebiet der Diözese umfasst die West Midlands (Metropolitan County) (ohne Coventry, Walsall und Wolverhampton) und North Warwickshire.
Der Weihbischof von Aston unterstützt in der ganzen Diözese.

## Geschichte
Die Diözese wurde am 13. Januar 1905 aus Teilen der Diözese Worcester gebildet. Erster Bischof war Charles Gore, vorher Bischof von Worcester und danach Bischof von Oxford.